# 924 Gilman Street

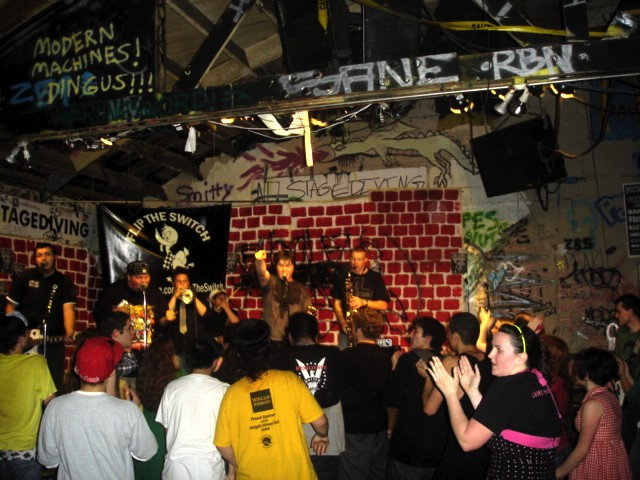
Un concerto al 924 Gilman Street.

Il progetto 924 Gilman Street, famoso anche come Alternative Music Foundation, è l'indirizzo e nome ufficiale di un club musicale di Berkeley, California, aperto a tutte le età senza fine di lucro, solitamente conosciuto più semplicemente come Gilman. È situato a West Berkeley, in un'area a circa due kilometri dalla stazione North Berkeley BART ed a 400 metri ad ovest da San Pablo Avenue, all'incrocio tra la 8th Street e la Gilman.

## Storia
Nell'aprile del 1986, i fondatori del club, Kamala Lyn Parks e Victor Hayden, decisero di dargli come sede una costruzione al 924 di Gilman Street e firmarono un contratto d'affitto. Nei mesi successivi, i fondatori, tra i quali Tim Yohannon di Maximumrocknroll e Martin Sprouse, iniziarono a organizzare incontri settimanali e stamparono volantini per aumentare l'attenzione nei confronti del nascente locale. Il 31 dicembre 1986, il club ospitò il primo concerto.

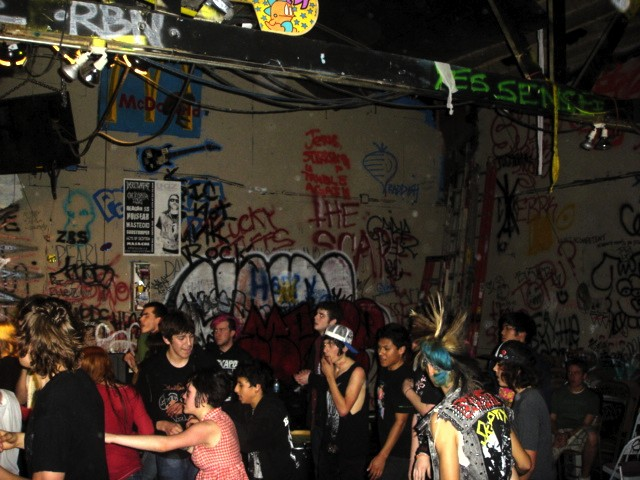
Pubblico al Gilman.

Il 924 Gilman aprì pochi mesi dopo la chiusura di altri due importanti locali punk di San Francisco, il Mabuhay Gardens ed il The Farm, attraendo molti esponenti della scena della Baia di San Francisco di tutte le età.

## I principi fondanti
Il Gilman si fondava sul principio dell'uguaglianza, rifiutando il razzismo, il sessismo e l'omofobia.
Le linee guida del locale erano rappresentate da tre principi fondamentali:
- niente alcol;
- niente droga;
- niente violenza.

Basato sull'etica del do it yourself, per diventare socio del locale era sufficiente pagare una quota annuale di 2 dollari.

## La musica
Il Gilman si caratterizza per la musica punk rock, in particolare pop punk ed hardcore punk.

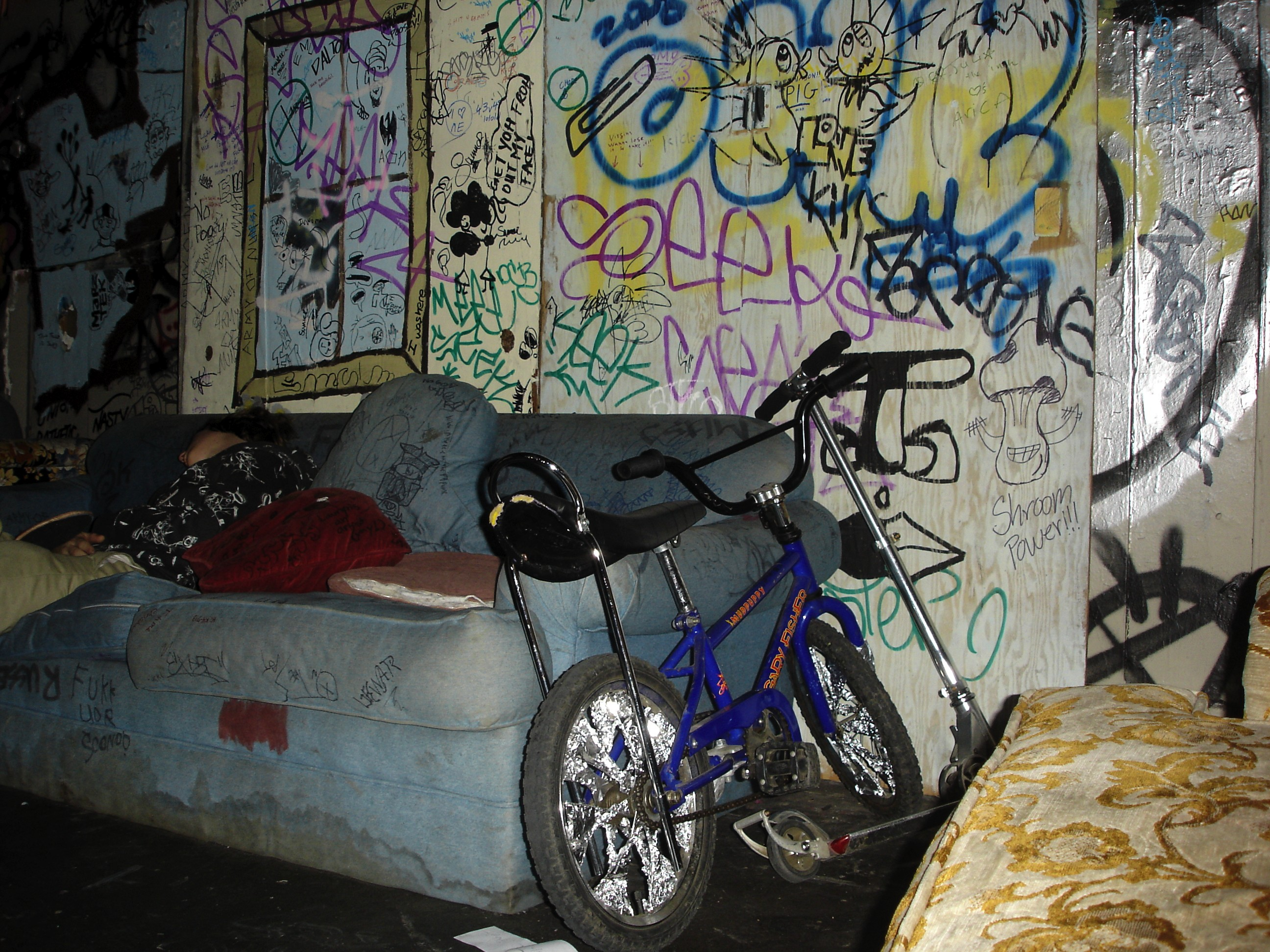
Il Gilman (particolare).

Un libro sul club, 924 Gilman:  The Story So Far, è stato scritto da Brian Edge e contiene memorie e aneddoti di collaboratori del locale, lavori giornalieri che hanno vissuto dal 1986 al 2004.
Alcuni gruppi musicali, tra i quali AFI, Rancid, Third Eye Blind e Green Day, non sono più presenti nei programmi dei concerti, a causa dei loro contratti discografici con delle major. Molti dei gruppi non sono più in attività. Il locale riesce tuttora a dare alla scena hardcore della East Bay e della California settentrionale una celebrità locale, nazionale ed internazionale.
I Green Day, nonostante tutto, hanno suonato con i The Influents nel club nel 2001. Il concerto è stato registrato e venduto in DVD nel negozio on-line degli Influents web store. I Green Day non furono accreditati ufficialmente; andarono sul palco senza aver consultato lo staff del Gilman staff. I The Influents decisero di accorciare il proprio concerto per consentire ai Green Day di suonare.
il 17 maggio 2015 i Green day hanno suonato nel club chiudendo definitivamente le incomprensioni nate negli anni, il concerto evento è stato registrato per intero.

## L'incidente di Jello Biafra

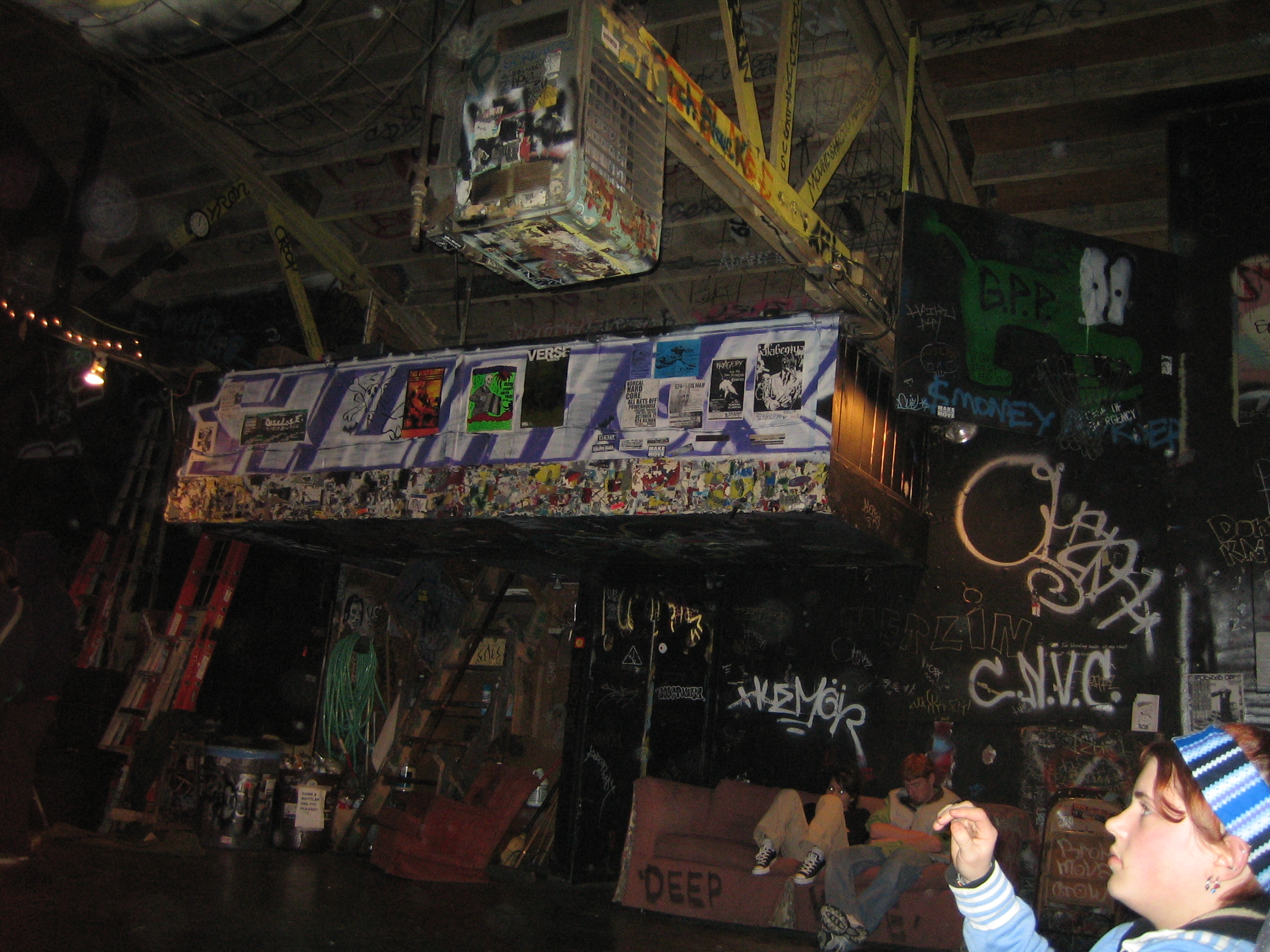
L'interno del Gilman.

Nonostante il club sia famoso per la non-violenza, il 7 maggio 1994 alcuni spettatori attaccarono l'ex-cantante dei Dead Kennedys, Jello Biafra, accusandolo di essere un venduto, nonostante secondo il Gilman egli non avesse mai firmato per una major. Biafra afferma di essere stato attaccato da un uomo soprannominato Cretin, che lo colpì durante un mosh. Lo scontro causò una ferita ad una gamba a Biafra, provocando una discussione tra i due. Nella discussione, Cretin buttò Biafra per terra, cinque o sei amici di Cretin picchiarono il cantante a terra urlandogli Rock star venduta, picchiatelo. Biafra venne poi portato in ospedale con ferite gravi.